# Police Quest: In Pursuit of the Death Angel
Police Quest: In Pursuit of the Death Angel è un'avventura grafica prodotta e distribuita da Sierra On-Line; è il primo episodio della serie Police Quest. Il videogioco uscì nel 1987-1988 con il sistema grafico AGI per i computer Amiga, Apple II, Apple IIGS, Atari ST, Mac OS e MS-DOS. Nel 1992 è stato ripubblicato con il motore grafico SCI e con grafica a 256 colori, solo per MS-DOS.